# 梓权铁路
梓权铁路，又称邯济胶济联络线、济南货运大北环，位于山东省济南市和德州市，西端起自邯济铁路桑梓店站，东端止于胶济铁路权庄站，全长50.48公里，实现了济南铁路枢纽内的东西向货运列车分流，过境货运列车将不再行经济南市区。

## 线路
线路自邯济铁路焦斌站引出，增建二线至桑梓店站，经桑梓店出站后向东新建双线，在鹊山水库北侧下穿石济客运专线，后在其北侧与之并行至黄河北岸。线路与石济客专、 济乐高速南延线共用济南黄河公铁两用桥过河，后与石济客专分离向东展线，上跨南水北调输水明渠、小清河、 济南绕城高速、 济广高速，设董家镇站，后下穿济青高铁，引入胶济铁路权庄站。

## 车站
- 桑梓店站
- 董家镇站
- 权庄站

## 历史
- 2017年3月24日，新建邯济铁路至胶济铁路联络线黄河特大桥开工。[2]
- 2019年5月30日，全线控制性工程跨胶济客专双线特大桥完成桥梁转体。[3]
- 2019年7月16日，线路首次拨接完成。[1]
- 2019年11月19日，胶济铁路新建权庄站开通运营。[4]
- 2019年12月28日，全线开通运营。[5]